# Монети євро

Країни-члени єврозони (20)
Країни-члени ЄС, зобов'язані приєднатися до єврозони (6)
Країна-член ЄС з правом на неучасть у єврозоні (1)
Країни, що не є членами ЄС, зі спеціальною монетарною угодою (4)
Країни, що не є членами ЄС, але ввели євро, як офіційну валюту в одностороньому порядку (2)

Монети євро — монети восьми номіналів валюти 20 держав єврозони — євро. Вперше потрапили в обіг 1 січня 2002 року. Монети мають загальний для всіх країн аверс та реверс із унікальним національним дизайном. Це означає, що одночасно в обігу перебувають монети одного номіналу із різноманітними варіантами дизайну. Чотири карликові держави Європи, які використовують євро як національну валюту, також мають право карбувати монети із власним варіантом дизайну на лицьовій стороні. Монети, а також різні пам'ятні монети, карбуються в численних національних монетних дворах на території Європейського союзу за строгими національними квотами.

## Опис монет
| Номінал | Діаметр  | Товщина | Маса   | Сплав                                                   | Гурт                                                            |
| ------- | -------- | ------- | ------ | ------------------------------------------------------- | --------------------------------------------------------------- |
| € 0.01  | 16,25 мм | 1,67 мм | 2,30 г | сталь з мідним покриттям                                | гладкий                                                         |
| € 0.02  | 18,75 мм | 1,67 мм | 3,06 г | сталь з мідним покриттям                                | гладкий з канавкою по всій окружності                           |
| € 0.05  | 21,25 мм | 1,67 мм | 3,92 г | сталь з мідним покриттям                                | гладкий                                                         |
| € 0.10  | 19,75 мм | 1,93 мм | 4,10 г | мідний сплав (Північне золото)                          | ребристий                                                       |
| € 0.20  | 22,25 мм | 2,14 мм | 5,74 г | мідний сплав (Північне золото)                          | гладкий із сімома вм'ятинами («Іспанська квітка»)               |
| € 0.50  | 24,25 мм | 2,38 мм | 7,80 г | мідний сплав (Північне золото)                          | ребристий                                                       |
| € 1.00  | 23,25 мм | 2,33 мм | 7,50 г | всередині: мідно-нікелевий сплав зовні: нікелева латунь | шість сегментів, що чергуються, три гладкі, три дрібно-ребристі |
| € 2.00  | 25,75 мм | 2,20 мм | 8,50 г | всередині: нікелева латунь зовні: мідно-нікелевий сплав | дрібно-ребристий з буквами                                      |

## Дизайн загальної сторони

€1.00

Всі монети мають спільний реверс, який спроєктував бельгійський дизайнер Лук Лаукс. Реверс показує номінал монети. Дизайн 1, 2 і 5 центових монет символізує місце Європи у світі. Реверс 10, 20 і 50 центових монет показує процес інтеграції держав-членів Євросоюзу (члени ЄС, що не входять в єврозону, також зображені). Реверс монет номіналом 1 і 2 євро зображує Європу без кордонів. Всі монети містять на реверсі 12 зірок ЄС і рік випуску. Рік випуску монет може бути раніше 1999, коли валюта формально була випущена в обіг (тільки для французьких, іспанських, бельгійських, фінських і нідерландських монет). Ці країни традиційно поміщають на монетах рік, коли монета була виготовлена, а не рік випуску в обіг.

## Дизайн національної сторони
Кожна країна єврозони карбує монети із власним унікальним дизайном аверсу. Він варіює від зображення одного і того самого малюнка на монетах всіх номіналів (наприклад, нідерландські монети) до специфічного дизайну для кожного номіналу (наприклад, італійські монети, грецькі монети тощо). Однак аверс всіх монет містить 12 зірок ЄС.
Сучасні національні набори монет:
країни ЄС
- австрійські монети
- бельгійські монети
- грецькі монети
- естонські монети
- ірландські монети
- іспанські монети
- італійські монети
- кіпрські монети
- люксембурзькі монети
- латвійські монети
- литовські монети
- мальтійські монети
- нідерландські монети
- німецькі монети
- португальські монети
- словацькі монети
- словенські монети
- фінські монети
- французькі монети

не члени ЄС
- монети Андорри[2]
- монети Ватикану
- монети Монако
- монети Сан-Марино

## Для осіб з обмеженими можливостями
Монети євро, так само як і банкноти євро розроблялися за участі організацій, що представляли інтереси сліпих. Їх можуть використовувати як частково сліпі люди (бачать монету, але не можуть прочитати текст), так і повністю сліпі. Для цього по гурту монети нанесений спеціальний рельєф (Див. Опис монет).